# Tomo Šokota
Tomislav "Tomo" Šokota (født 8. april 1977 i Zagreb, Jugoslavien) er en kroatisk tidligere fodboldspiller (angriber).
Šokota spillede otte kampe og scorede to mål for Kroatiens landshold i perioden 2003-2004. Han var med i den kroatiske trup til EM 2004 i Portugal, og spillede to af landets tre kampe i turneringen.
På klubplan repræsenterede Šokota blandt andet Dinamo Zagreb i hjemlandet, de portugisiske storklubber Benfica og FC Porto samt Olimpija Ljubljana i Slovenien.